# جاك إلول
كان جاك إلول (6 يناير 1912-19 مايو 1994) فيلسوفًا، وعالم اجتماع، وعالم لاهوت عادي، وأستاذًا فرنسيًا أناركيًا مسيحيًا معروفًا. استمر إلول بتدريس التاريخ وعلم اجتماع المؤسسات لفترة طويلة في كلية الحقوق والعلوم الاقتصادية بجامعة بوردو. كان إلول كاتبًا غزير الإنتاج، إذ ألف أكثر من 60 كتابًا وأكثر من 600 مقالة على مدار حياته، وناقش العديد منها الدعاية، وتأثير التكنولوجيا على المجتمع، والتفاعل بين الدين والسياسة.
ثبت أن الموضوع المهيمن على عمل إلول هو التهديد لحرية الإنسان والدين الذي خلقته التكنولوجيا الحديثة. لم يسعَ إلى إقصاء التكنولوجيا أو التقنية الحديثة، ولكنه سعى إلى تغيير تصورنا لهما إلى أداة بدلًا من منظم للأمر الواقع. تمثلت مؤلفاته الأكثر تأثيرًا بكتابي «المجتمع التكنولوجي» و«الدعاية: تكوين مواقف الرجال».
اعتبره الكثيرون فيلسوفًا، فتلقى تدريبه كعالم اجتماع، وتناول مسألة التكنولوجيا والعمل البشري من وجهة نظر جدلية. توجهت كتاباته غالبًا إلى الاهتمام بظهور الاستبداد التكنولوجي الذي يُمارس على البشرية. استكشف إلول، الفيلسوف وعالم لاهوت، تدين المجتمع التكنولوجي. أُسِّست في عام 2000 جمعية جاك إلول الدولية من قبل مجموعة من طلابه السابقين. كُرِّست الجمعية، التي تضم علماء من مجموعة متنوعة من التخصصات، لمواصلة إرث إلول، ومناقشة الصلة المعاصرة وتأثيرات عمله.

## في العدالة
اعتقد إلول أن العدالة الاجتماعية والحرية الحقيقية غير متوافقين، ورفض أي محاولة للمصالحة بينهما. اعتقد إلول أن بإمكان المسيحي أن يختار الانضمام إلى حركة تسعى للعدالة، ولكن سيتوجب عليه حينها الاعتراف بضرورة هذا النضال من أجل العدالة، وذلك بالإضافة إلى النضال ضد جميع أشكال الحرية. تُخضِع العدالة الاجتماعية الحياة للضروريات في نفس الوقت الذي توفر فيه ضمانة ضد مخاطر العبودية. يعتقد إلول أنه عندما يقرر المسيحي فعل ذلك، فيجب عليه فعله بطريقة مسيحية بشكل محدد. «يجب على المسيحيين ألا يعرّفوا أنفسهم أبدًا مع هذه الحركة السياسية أو الاقتصادية؛ ولكن يجب عليهم أن يجلبوا للحركات الاجتماعية ما يمكنهم تقديمه بمفردهم، فهذا فقط حتى يتمكنوا من الإشارة إلى الملكوت. أقول إنه لا يوجد معنى ولا أي شيء مسيحي على وجه التحديد في التصرف مثل الآخرين حتى للتقدم بالعدالة الاجتماعية والمساواة وما إلى ذلك. يختلف الموقف السياسي والثوري المناسب للمسيحي اختلافًا جذريًا عن موقف الآخرين في الواقع، فهو إما مسيحي على وجه التحديد أو لا شيء.
يصرح إلول في كتابه بعنوان العنف عن إيمانه بأن الله وحده هو القادر على إقامة العدل، وأن الله وحده هو الذي سيؤسس الملكوت في نهاية الزمان. يقر إلول بأن البعض استخدم ما كُتِب كعذر لعدم فعل أي شيء يسعى للعدل، ولكنه يشير أيضًا إلى كيفية استخدام بعض دعاة موت الله لهذا والادعاء بأنه «يجب علينا نحن أنفسنا أن نتعهد بإقامة العدالة الاجتماعية». أكد إلول أن الحب والسعي وراء العدالة سيصبحان انتقائيين في غياب الإيمان بالمفهوم اليهودي المسيحي التقليدي عن الله، ذلك أن العلاقة الوحيدة المتبقية هي العلاقة الأفقية. يتسائل إلول عن الطريقة التي يجب علينا تعريف العدالة بها، ويدعي أن أتباع عقيدة موت الله و/أو الفلسفة تشبثوا بإنجيل متى 25، قائلين إن العدالة تتطلب منهم إطعام الفقراء. يقول إلول إن العديد من المسيحيين الأوروبيين اندفعوا إلى الدوائر الاشتراكية (وبدأوا بذلك قبول تكتيكات الحركة في العنف والدعاية وما إلى ذلك)، انطلاقًا من ظنهم الخاطئ بأن الاشتراكية ستضمن العدالة، بينما هي تسعى فقط لتحقيق العدالة للفقراء المختارين و/أو المهمين الذين تتوافق حالتهم (كضحايا للرأسمالية أو لبعض الأعداء الاشتراكيين الآخرين) مع الأيديولوجية الاشتراكية.
لم يأتِ يسوع المسيح ليؤسس العدالة الاجتماعية أكثر مما جاء ليثبت سلطة الدولة أو سيادة المال أو الفن. جاء يسوع المسيح ليخلص الناس، وكل ما يهم هو أن يعرفه الناس. نحن بارعون في العثور على أسباب، أسباب لاهوتية أو سياسية أو عملية جيدة للتمويه، ولكن السبب الحقيقي هو سماحنا لأنفسنا بالتأثر بقوى العالم، والصحافة، والرأي العام، واللعبة السياسية، والنداءات بالعدالة، والحرية، والسلام، وفقر العالم الثالث، والحضارة المسيحية في الغرب وسيطرتها علينا، والتي تؤثرعلى ميولنا ونقاط ضعفنا. يُعد البروتستانت المعاصرون مستعدين بشكل أساسي ليكونوا كل شيء لجميع الناس، مثل القديس بولس، ولكن للأسف هذا ليس من أجل إنقاذ البعض، ولكن من أجل أن يكونوا مثل جميع الناس.
يقول إلول في كتابه «تخريب المسيحية» إن «إعلان الصراع الطبقي والنضال الثوري الكلاسيكي يجب أن يتوقف عند نفس نقطة أولئك الذين يدافعون عن منافعهم ومنظماتهم. يمكن لذلك أن يكون مفيدًا اجتماعيًا، ولكنه ليس مسيحيًا على الإطلاق على الرغم من الجهود المربكة لعقائد الثورة. يتطلب الوحي هذا التخلي، التخلي عن الأوهام، وعن الآمال التاريخية، وعن الإشارات إلى قدراتنا أو أعدادنا أو إحساسنا بالعدالة. علينا إخبار الناس بذلك لزيادة وعيهم (بأن إهانة الطبقات الحاكمة هي محاولة تعمي وعي أولئك الذين يسيطرون عليهم). تخلى عن كل شيء لتصبح كل شيء. لا تثق بأي وسيلة بشرية، لأن الله سيوفر لك جميع الوسائل، والتي لا يمكننا أن نقول أين ومتى وكيف سيوفرها لنا. كن واثقًا في كلام الله وليس في أي منهج عقلاني. أدخل بطريقة تجد فيها إجابات بشكل تدريجي، ولكن بدون محتوى مضمون. يُعد كل هذا صعب أكثر بكثير من تجنيد العصابات، والتحريض على الإرهاب، أو إثارة الجماهير. هذا هو السبب في أن الإنجيل غير مقبول، فهو غير مقبول بالنسبة لي وأنا أتحدث، وعندما أقول كل هذا لنفسي وللآخرين، بالإضافة إلى أنه غير مقبول للقراء الذين لا يمكنهم إلا استهجانه والاستخفاف به.
إذا أراد التلاميذ أن تكون موعظتهم فعالة، وتجنيد أناس طيبين، وتحريك الحشود، وإطلاق حركة، لكانوا قد جعلوا الرسالة أكثر مادية، وصاغوا أهدافًا مادية في المجالات الاقتصادية والاجتماعية والسياسية. هذا من شأنه أن يثير الناس، وكان من الممكن أن يكون الطريق السهل. أن نعلن أن الملكوت ليست من هذا العالم، وأن الحرية لا تتحقق عن طريق الثورة، وأن التمرد لا يخدم أي غرض، وأنه لا توجد ولن تكون هناك أي فردوس على الأرض، وأنه العدالة الاجتماعية غير موجودة، وأن العدالة الوحيدة تكمن في الله وتأتي منه، وأننا لا نبحث عن المسؤولية والذنب في الآخرين ولكن أولًا في أنفسنا، فكل هذا هو طلب للهزيمة لأنه يعني قول أشياء غير مقبولة.